# Петрушенко Вікторія Вікторівна
Петруше́нко Вікто́рія Ві́кторівна (нар. у м. Вінниця) — українська лікар-хірург, ректор Вінницького національного медичного університету імені Миколи Пирогова, експерт із запровадження мінінвазивних хірургічних технологій, доктор медичних наук (2008), професор (2015). Обрана ректором Вінницького національного медичного університету ім. М. І. Пирогова 10 квітня 2024 року. Завідувачка кафедри ендоскопічної та серцево-судинної хірургії ВНМУ ім. М. І. Пирогова. Лавреат премії імені М. І. Пирогова в галузі хірургії. Тривалий час займалася академічним вокалом, оперна співачка. Народна артистка України (2004). Лауреат антипремії «Академічна негідність» у номінації «Фальсифікатор 2023».

## Біографія
Народилася у Вінниці в родині лікаря та викладачки української мови. Закінчила Вінницьку школу № 1 та музичну школу по класу фортепіано. Закінчила Національний медичний університет імені О. О. Богомольця (м. Київ) та Національну музичну академію ім. П. І. Чайковського по класу вокалу у професора І. Колодуб.
В аспірантурі Вінницького медуніверситету здобула звання кандидата медичних наук (хірургія), захистивши дисертацію на тему «Холелітіаз після оперативних втручань на шлунку та дванадцятипалій кишці (фактори ризику, особливості патогенезу, профілактика)». Згодом захистила докторську дисертацію під назвою: «Інтенсивна терапія та хірургічна корекція асептичного та інфікованого панкреонекрозу (клініко-експериментальне дослідження)».
2010—2016 рр. — обіймала посаду проректора з наукової роботи ВНМУ ім. М. І. Пирогова, професор. З 2016 р. — завідувачка кафедри ендоскопічної та серцево-судинної хірургії ВНМУ ім. М. І. Пирогова. В якості ініціатора створення цієї кафедри виступила провідником першої в Україні інтегрованої профільної інституції, що міждисциплінарно поєднала сфери ендоскопічної, судинної та серцево-судинної хірургії. Вперше у Вінницькій області ініціювала та очолила напрямок застосування ендоскопічних методик лікування кровотеч, за що відзначена професійними грамотами і нагородами.
Має спеціалізації з «ендоскопії» (Українська військово-медична академія Збройних Сил України), «судинної хірургії» (ДУ «Національний інститут хірургії та трансплантології ім. О. О. Шалімова»), «проктології» (Харківська медична академія післядипломної освіти), «ультразвукової діагностики» (Вінницький національний медичний університет ім. М. І. Пирогова). Пройшла курси тематичного удосконалення з «дитячої хірургії» і «торакальної хірургії» (Національний університет охорони здоров'я ім. П. Л. Шупика). Підвищувала кваліфікацію з організації управління охороною здоров'я в Департаменті освіти, науки і кадрів МОЗ України. Стажувалася з питань управління охороною здоров'я на медичному факультеті Варміно-Мазурського університету (м. Ольштин, Польща).
У рамках міжнародної програми ЄС «Горизонт-2020» переймала досвід організації наукової діяльності на факультеті прикладної науки Національного університету Кордови (Іспанія). В хірургічному відділенні Клініки м. Бамберг (Німеччина) пройшла стажування з мініінвазивної хірургії.
Від 2015 р. працює членом Клініко-експертної комісії з хірургії, судинної хірургії, серцево-судинної хірургії та ендоскопії Департаменту охорони здоров'я та реабілітації Вінницької обласної державної адміністрації.
Автор понад 270 наукових публікацій, автор і співавтор 52 Патентів України на винаходи та корисні моделі. Виступила науковим керівником 10 докторських і кандидатських дисертацій. Член редакційних колегій трьох фахових наукових періодичних видань МОН України.
20 січня 2023 р. Наказом Міністра охорони здоров'я України призначена виконувати обов'язки ректора ВНМУ ім. М. І. Пирогова.
21 лютого 2023 р. обрана Головою Вченої Ради ВНМУ ім. М. І. Пирогова.
Національне агентство із забезпечення якості вищої освіти у 2023 році розпочало провадження щодо можливої наявності ознак плагіату у докторській дисертації та деяких наукових роботах науковиці, але це провадження було заблоковано рішенням суду. За твердженням Вікторії Петрушенко, звинувачення в плагіаті були «замовленням» конкурентів напередодні виборів ректора Вінницького національного медичного університету. За підсумками розгляду позову Вікторії Петрушенко до Національного агентства із забезпечення якості вищої освіти, Вінницький окружний адміністративний суд визнав протиправним і скасував рішення про прийняття до розгляду скарги громадського активіста з приводу ознак плагіату. Зрештою 20 грудня 2024 року Верховний Суд України скасував рішення попередніх інстанцій, які заборонили Національному агентству із забезпечення якості вищої освіти перевіряти на плагіат дисертацію Вікторії Петрушенко.
10 квітня 2024 року обрана ректором Вінницького національного медичного університету ім. М. І. Пирогова на перших виборах ректора закладу, що відбулися на альтернативній основі. В другому турі здобула 52,26 % (578 голосів).
30 травня 2024 року призначена ректором Вінницького національного медичного університету ім. М. І. Пирогова відповідно до Наказу Міністра охорони здоров'я України.

## Творча діяльність
Тривалий час поєднувала лікарсько-медичну кар'єру з кар'єрою вокалістки академічного співу. Викладала музично-педагогічні дисципліни у Вінницькому державному педагогічному університеті імені Михайла Коцюбинського. За досягнення в академічно-мистецькій сфері відзначена Президентом України почесним званням і державною нагородою «Народна артистка України».
Перші творчі виступи розпочала у складі квартету «Золота Брама», з яким гастролювала в Чехії, Угорщині, Польщі, Німеччині. Стала лавреатом міжнародних конкурсів в Австрії, Чехії, Великій Британії, Італії, Німеччині, Перу. Нагороджена медаллю «Співак світу» за «найкраще виконання» партії Мадам Баттерфляй (Велика Британія) та гран-прі міжнародного фестивалю «Music World-2002» (Італія).
«Заслужена артистка України» (2002). «Народна артистка України» (2004). Авторка сольного компакт-диску «Українські народні пісні та романси».
Після 2012 р. повністю зосереджена на лікувальній і науково-медичній роботі.